# Ленинский район (Новосибирск)
Ле́нинский райо́н — один из десяти районов города Новосибирска, четвёртый по величине и самый населённый из них. Расположен на левом берегу Оби.

## Население
Численность постоянного населения на 1 января 2014 года — 292 646 человек. По состоянию на 2000 г. из них только четверть населения имело высшее образование.

## География
Территория — 70,3 км².
С правобережной частью города Ленинский район соединяет железнодорожный мост через Обь и два автодорожных моста: Димитровский и Коммунальный.

### Улицы Ленинского района
Основными магистралями района являются:
- Проспект Карла Маркса. Названа именем Карла Маркса — основоположника коммунистического движения.
- Улица Ватутина. Названа в честь Николая Фёдоровича Ватутина — советского военачальника, генерала армии и Героя Советского Союза.
- Улица Станиславского. Носит имя Константина Сергеевича Станиславского — русского театрального режиссёра, актёра и преподавателя, Народного артиста СССР.
- Улица Титова. Носит имя Германа Титова — советского космонавта, Героя Советского Союза и второго гражданина СССР, побывавшего в космосе.
- Улица Станционная. Получила название в связи с тем, что расположена близ крупной железнодорожной станции Новосибирск-Западный.

Всего же по территории проходит более 250 улиц и переулков. На них расположены 1570 многоквартирных и порядка 10 000 частных домов. Общая протяженность всех улиц района — 242 км.

### Жилмассивы
Существующие жилмассивы:
- Башня.
- Горский.
- Западный.
- Сад Кирова
- Станиславский.
- Троллейный.
- Юго-Западный.
- Чистая слобода.

В Ленинском районе активно осваиваются и новые площадки под строительство жилья. Возводятся как отдельные жилые дома, так жилые комплексы и целые микрорайоны. Так, за четыре года в районе были введены в эксплуатацию 81 многоэтажный дом на 11 тысяч квартир. А в следующем, 2009 году, было построено ещё 12 домов или 106 тысяч квадратов жилья.

## История

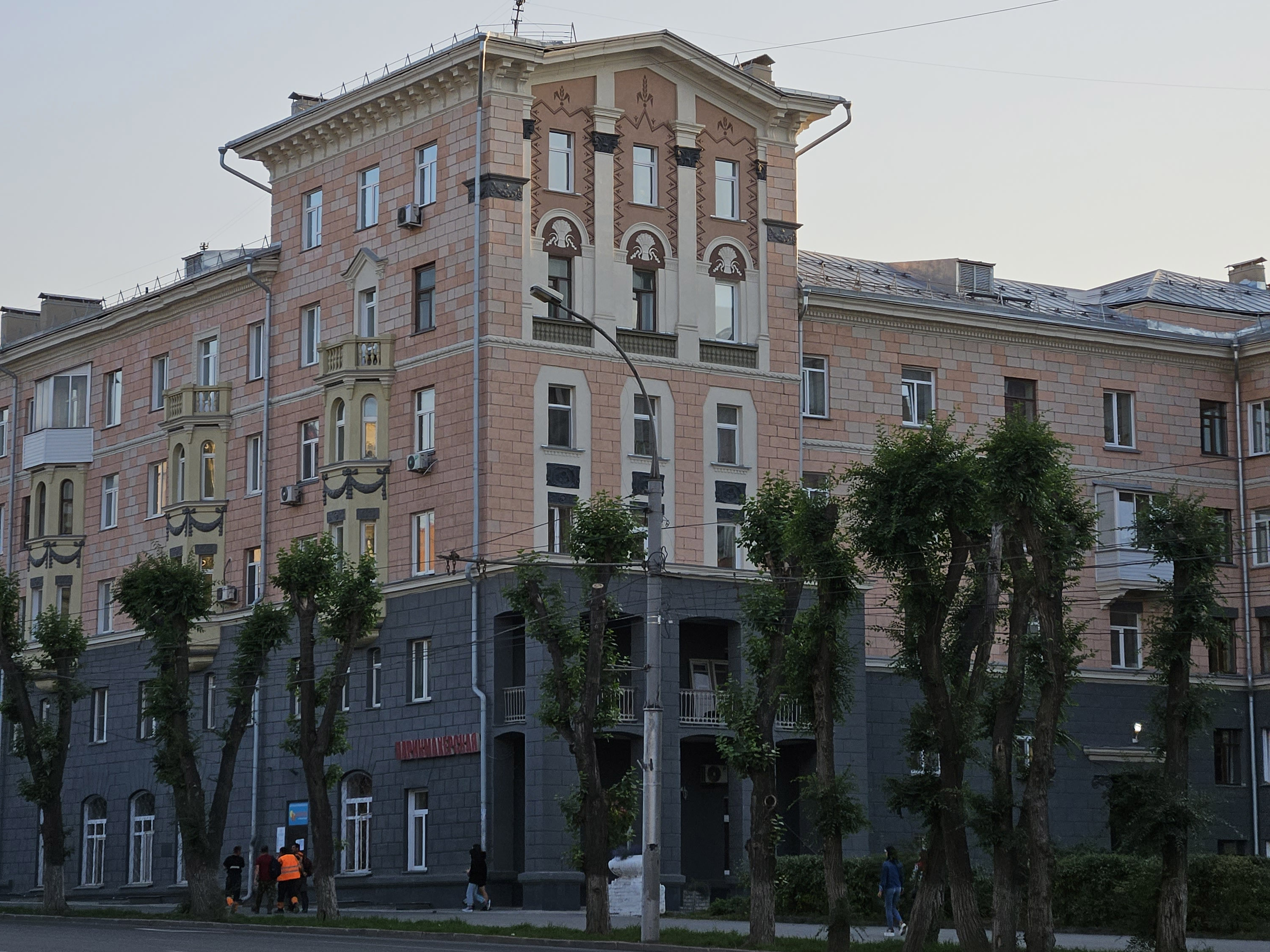
Улица Станиславского, дом 4

Формирование городского района в левобережье началось в годы первых пятилеток. Строительство первенца пятилетки — завода «Сибкомбайн» (ныне «Сибсельмаш»), начатое в январе 1930 года, дало импульс созданию промышленного района левобережной части города. 20 октября 1930 года Президиум ВЦИК своим постановлением принимает решение об образовании Заобского района Новосибирска, с центром в посёлке Большое Кривощёково. В городскую черту были включены населённые пункты, входившие в старинную Кривощёковскую слободу. 2 декабря 1934 года район был переименован в Кировский. 9 декабря 1970 года Указом Президиума Верховного Совета РСФСР левобережная часть Новосибирска была разделена на два административных района — Кировский и Ленинский.

## Население
| 1989     | 2002     | 2009     | 2010     | 2012     | 2013     | 2014     |
| -------- | -------- | -------- | -------- | -------- | -------- | -------- |
| 300 073  | ↘273 116 | ↘271 643 | ↗279 255 | ↗283 757 | ↗288 070 | ↗292 646 |
| 2015     | 2016     | 2017     | 2018     | 2021     |          |          |
| ↗295 929 | ↗298 342 | ↗300 954 | ↗302 803 | ↗316 728 |          |          |

Население района 19.34 % процентов общего населения города.

## Инфраструктура

### Здравоохранение
В районе действуют:
- Областной онкологический диспансер.
- Специализированный медицинский центр «Фтизиатрия».
- Ленинская подстанция городской скорой медицинской помощи.
- 2 Городских клинических больницы (№ 11 и № 34).
- Центр планирования семьи и репродукции.
- Кожно-венерологический диспансер № 3.
- Врачебно-физкультурный диспансер № 2.
- 7 амбулаторно-поликлинических учреждений.
- Женская консультация и санаторно-детские ясли.
- Новосибирский филиал МНТК «Микрохирургия глаза» имени академика Святослава Фёдорова, открытый в августе 1989 года[4].

### Образование
На территории района работают:
- 39 детских дошкольных учреждений (9,6 тысяч учащихся).
- 40 средних муниципальных образовательных школ (18 923 тысячи учащихся).

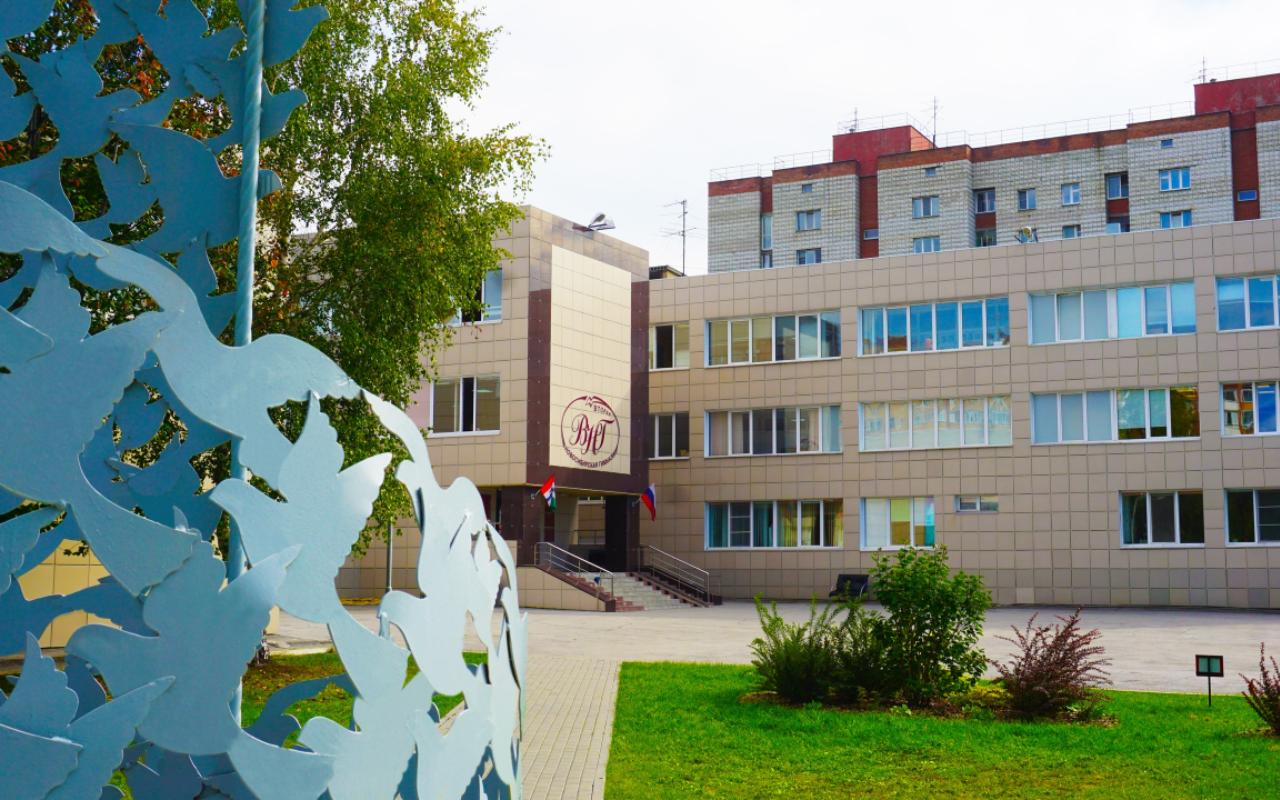
Вторая Новосибирская гимназия

- 6 учебных заведений начального профессионального образования.
- 6 средних специальных учебных заведений.
- 3 высших учебных заведений: НГТУ, СГУГиТ, СибУПК.

### Социальная сфера
В районе имеются 4 учреждения соцподдержки населения:
- МУ «Комплексный центр социального обслуживания населения».
- МУ «Городской центр помощи семье и детям „Заря“».
- Областной дом милосердия.
- Городская общественная организация «Центр для детей с онкогематологическими заболеваниями „Надежда“».

### Кладбище
На территории района находится Клещихинское кладбище, одно из крупнейших в городе. Открыто в 1952 году, занимает площадь 120 га. В 2001 году здесь была построена церковь иконы «Утоли Моя Печали» в стиле московских храмов XVII века. В 2009 году была возведена 13-метровая колумбарная стена с 280 нишами. На кладбище похоронен один из самых известных жителей Новосибирска Герой Советского Союза В. Г. Крикун. Здесь же находятся могилы известной русской актрисы Екатерины Савиновой и советского рок-музыканта Дмитрия Селиванова.

### Культура
Ленинский район — один из культурных центров города:
- 2 дворца культуры.
- 2 кинотеатра (2008 год).
- 12 библиотек.
- 3 дома культуры.
- 4 творческие школы.
- Драматический театр «На левом берегу».
- Государственный ансамбль песни и танца «Чалдоны».
- ПКиО имени С. М. Кирова, внесённый во «Всероссийскую книгу почёта» и награждённый «Золотой книгой Новосибирской области».

### Экономика
В Ленинском районе (2008 год) зарегистрировано 20,5 тысяч предприятий, в том числе 40 крупных и средних промышленных предприятий. Крупнейшие из предприятий:
- НПО «Луч» — производитель оборудования по очистке воздуха, сложных крупногабаритных металлоконструкций, метеорологических мачт, шнеков для буровых установок, инструмента, заземлений молниезащитных и др.
- Новосибирский завод металлоконструкций — предприятие по производству металлоконструкций различного назначения.
- ОАО «Новосибирский металлургический завод им. Кузьмина» — выпускает гнутые профили, полосы, листовой прокат холоднокатаный, прокат горячекатаный (тонколистовой и толстолистовой), стальные трубы бесшовные, стальные трубы электросварные.
- ЗАО «Новосибирский патронный завод» (до 2007 г. Новосибирский завод низковольтной аппаратуры) — производитель охотничьих патронов калибра 5.6 мм (Юниор, Сурок и Соболь) и калибра 7.62 мм (SP, FMJ Экстра) для карабинов и малокалиберных винтовок.
- НПО «Сибсельмаш» — производство (до 2012 г.) сельскохозяйственных машин (сеялки, бороны, комбайны), горно-шахтного оборудования, технологических частей артиллерийского выстрела, запорной арматуры и т. п.
- ОАО «Завод „Сибсельмаш Сибтехника“» — выпуск специальных металлоконструкций, башен, мачт, опор ЛЭП и опор для трубопроводов, транспортирующего оборудования, нестандартного технологического оборудования.
- Завод «Труд» — одно из ведущих предприятий России по выпуску гравитационного обогатительного оборудования для чёрной и цветной металлургии, горнодобывающей и строительной индустрии.
- ОАО "Хлебообъединение «Восход» — производство хлебобулочных изделий, печенья и пряников, пирожных и тортов.
- NPM Group — компания по производству оборудования для розлива напитков. Одна из самых крупных в этой области компаний России[17].

### Спорт
В Ленинском районе находятся:
- 2 стадиона («Заря» и «Сибсельмаш»)
- дворец спорта (ЛДС «Звёздный», ДС НГТУ)
- 4 плавательных бассейна
- 3 лыжных базы
- 6 стрелковых тиров
- 1 ипподром
- 69 спортзалов
- 28 хоккейных коробок
- 1 кёрлинг-клуб

### Транспорт

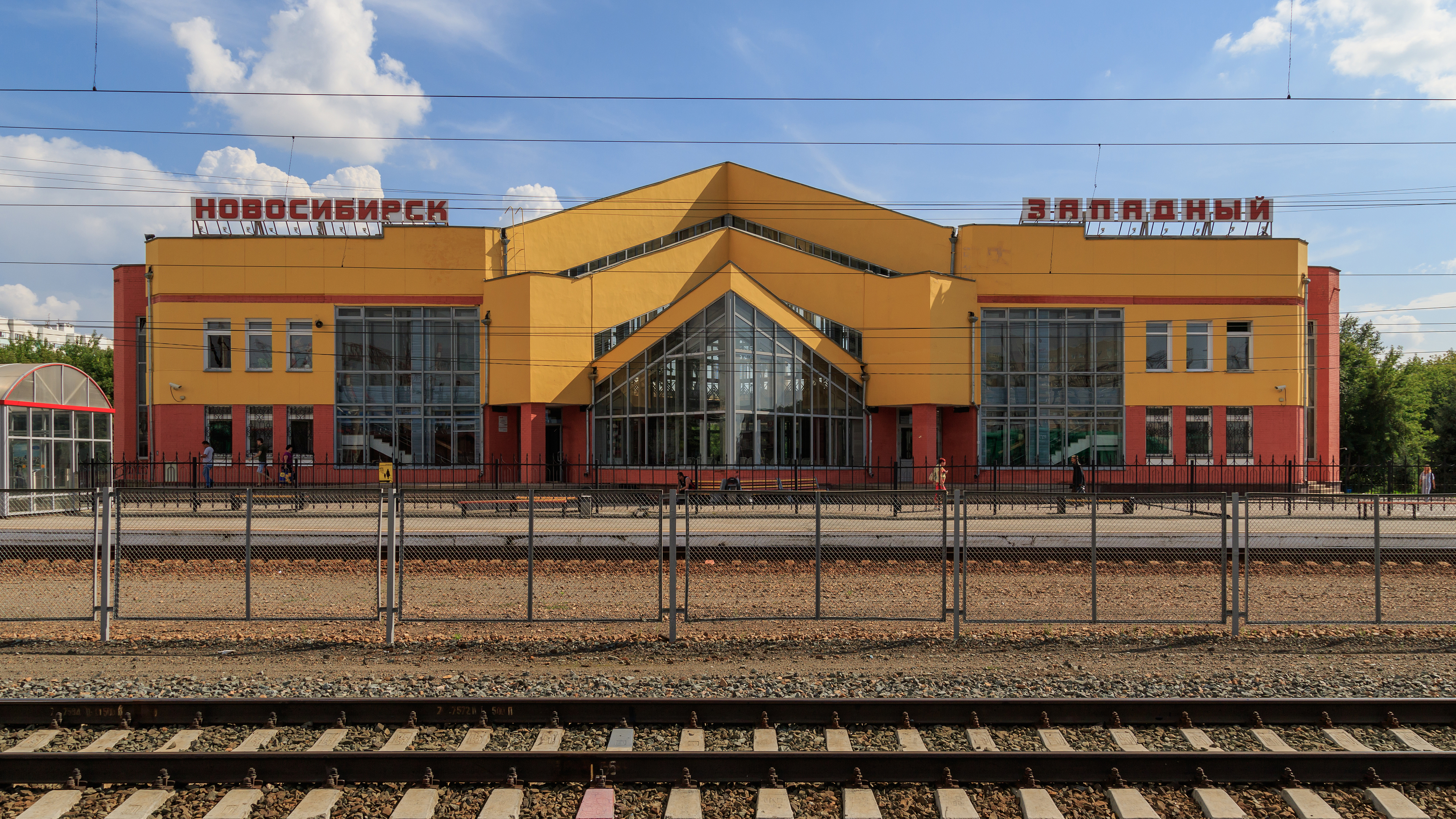
Вокзал станции «Новосибирск-Западный»

#### Наземный общественный транспорт

##### Трамвай
С 2000 года в Ленинском районе отсутствуют трамвайные парки (после объединения Ленинского и Кировского депо), а в 2006 году закроют Ленинское депо, но трамваи продолжают играть большую роль в жизни района. Через Ленинский район проходят 7 трамвайных маршрутов (№2, 3, 8, 10, 15, 18, 16).

##### Троллейбус
На территории Ленинского района расположен Филиал № 3 «Ленинский троллейбусный» МКП «ГЭТ» (Бывшее Ленинское троллейбусное депо № 4.) Обслуживает маршруты № 7, 11, 24 (совместно с МКП «ГЭТ»), 29.

#### Метро
7 января 1986 года, вместе с первым участком метрополитена на территории района появилась первая левобережная станция метро — «Студенческая». А 26 июля 1991 года — открылась ещё одна, «Площадь Маркса».

## Памятники

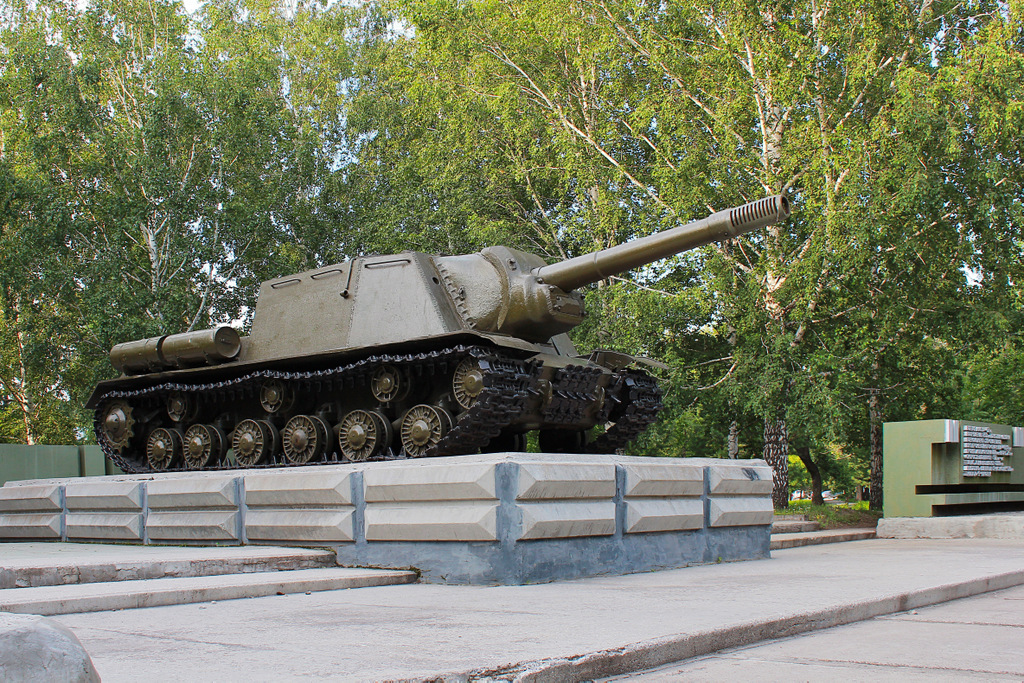
ИСУ-152 на аллее Славы

6 ноября 1967 года между улицами Плахотного и Пархоменко был открыт Монумент Славы — памятник сибирякам-участникам Великой Отечественной войны 1941—1945 годов авторства художника-монументалиста А. Чернобровцева. В создании памятника участвовали также скульптор Б. Ермишин, архитекторы М. Пирогов и Б. Захаров.
Мемориал занимает почти 2 гектара и состоит из символической статуи скорбящей женщины-матери, Вечного огня и семи мощных десятиметровых пилонов, на которых выгравированы сцены, отображающие отдельные этапы войны. С противоположной стороны в бетон пилонов впрессованы имена 30266 новосибирцев, павших на фронтах. Таблички с именами выполнены из металла. Между пилонами на возвышении помещены 4 урны с землёй с мест кровопролитных боев.
За мемориалом расположена аллея Славы, где стоят сто елей, посаженных в честь новосибирцев — Героев Советского Союза.